# ピエトロ・ライモンディ

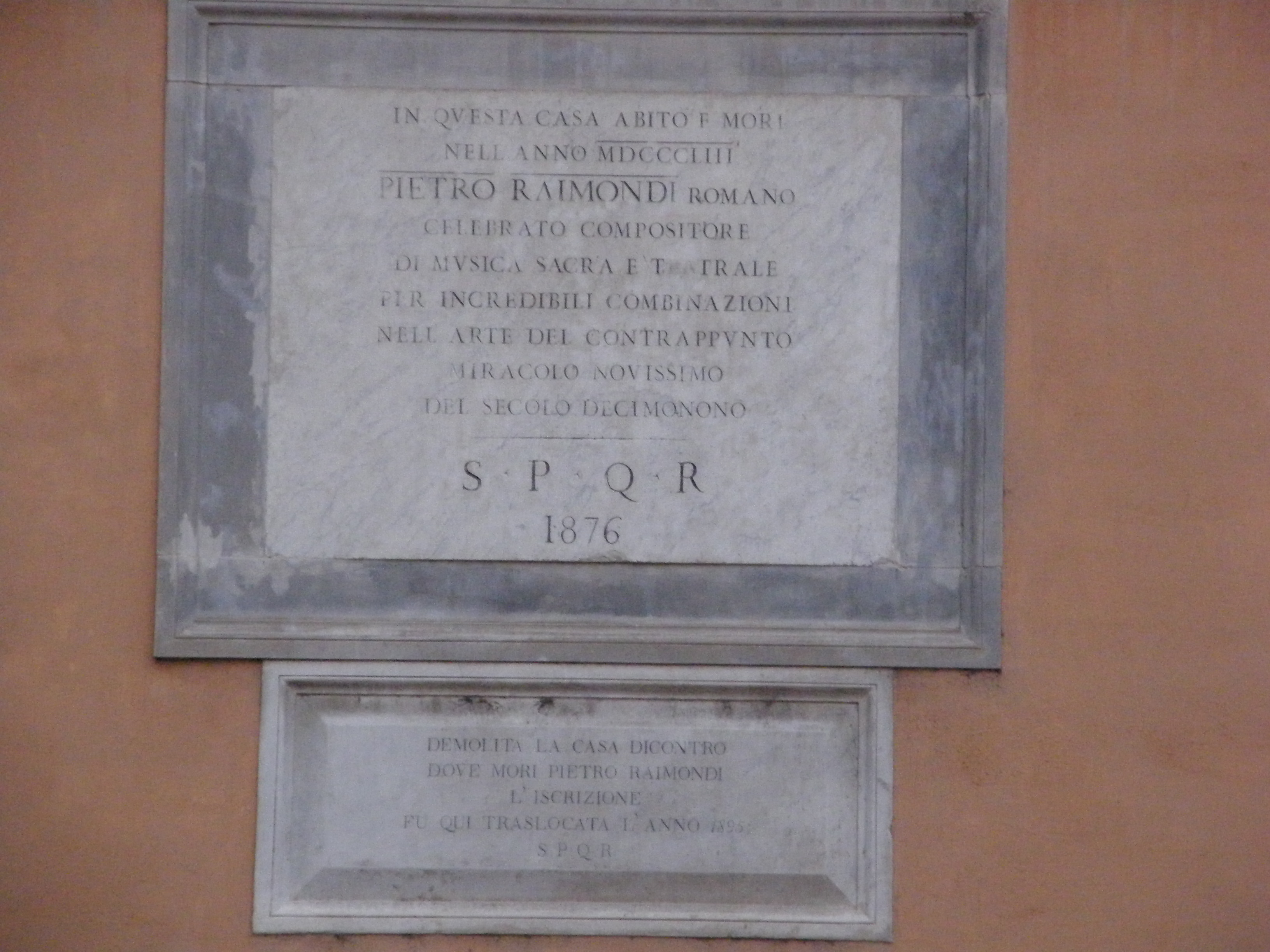
ライモンディの記念銘板（ローマ）

ピエトロ・ライモンディ（Pietro Raimondi, 1786年12月20日 ローマ – 1853年10月30日）は、古典派音楽からロマン派音楽への移行期に活動したイタリアの作曲家。当時においてはオペラや宗教音楽の作曲家として有名であったが、彼はまた対位法技術の革新者でもあり、巨大な音楽的同時性の創造でも知られる。

## 生涯
ライモンディはローマに生まれ、初期の音楽教育をナポリで受けた。彼は一時期ジェノヴァで過ごした後シチリアに移り、カタニアやメッシーナでオペラの公演を行ったが、1820年にはナポリに戻り、その地でオペラ作曲家としての活動を始めた。彼はこの間オペラ作曲家として最も知られていたが、対位法に悩み、空いた時間にはフーガを作曲して過ごしていた。この時作られたものには多声のためのフーガや、異なった楽器を持つ複数のグループによる調や形式の異なるフーガを同時に行うものなどがある。彼はこの作品を実験的なものと見なしており、活動初期においては、その実験を自身のオペラ作品に組み込むことはなかった。
ライモンディのオペラ作品で成功を収めたものはわずかであり、自分がロッシーニやベッリーニ、ドニゼッティらに凌がれたことを理解すると、彼は作曲の方向性をオペラから宗教音楽へ変えた。この分野で彼は、愛好する対位法を気ままに用いる機会をより多く得ることが出来た。彼は1836年に対位法の論文を発表しており、ほぼ同時期に多声合唱とオーケストラのための実験作品を作曲した。この年以降、彼はこうした創作に多くの精力を傾けるようになった。しかしながら彼はかつてのオペラ作曲家としての活動も忘れてはおらず、オペラのステージでの成功を目指す企てをわずかながらも行っていた。
彼の、音楽的同時性における実験作の中で最も目覚ましいものの一つが、三部オラトリオ「Putifar-Giuseppe-Giacobbe」（1848年）である。この作品は3つの独立したオラトリオが組み合わさったものであり、それぞれのオラトリオはまず平行に、そして同時に披露されるために作られている。これは、20世紀のチャールズ・アイヴズの音楽以前における数少ない実例の一つである。しかしながらアイヴズの音楽と違い、ライモンディの音楽語法は保守的で、時代錯誤とすら言えるものであり、18世紀の声調しか用いていなかった。オラトリオの各部分は互いに強く適合するように作られ、全てが対位法の基準に従ったものとなっている。三部オラトリオは1852年にローマで、6時間におよぶコンサートによって初演され、430人の演者を必要とした：同時代の記述によると、ライモンディは3つのオラトリオの複合による巨大な音に圧倒されて最後には卒倒してしまうほどで、コンサートは彼が長い間望んでいた大評判を呼んだという。この成功の結果として彼はローマ教皇に栄誉を与えられ、サン・ピエトロ大聖堂の楽長（maestro di cappella）の地位を得た。これほどの成功は、彼がオペラ分野では達成できなかったものであった。
ライモンディは三部オラトリオに続いて二部オペラを作曲した。これはひとつが真面目なものでひとつがコミカルなものという構成になっており、三部オラトリオが連続的・同時的の双方で上演されるように構成されているのと似たものとなっている。この作品『Adelasia/I quattro rustici』は、1853年に彼が死去した時点で未完のまま残されたが、オーケストレーションや対位法の大部分、そして多くの場面変化がすでに完成していた。想像するに、それぞれのオペラは他方の注釈の役割を果たしていると思われる。この二部オペラは完成することも上演されることもなく、ライモンディの後期の音楽同様、誰にも追随されることのなかった19世紀中頃の実験的傾向の一例となっていた。
自身の現実的音楽語法において、ライモンディは保守的であり、彼の同時性は伝統的な対位法の規則に従うこと、あるいは限定された調の領域に留まることで機能するものである。

## 参照
- Dennis Libby, "Pietro Raimondi," The New Grove Dictionary of Music and Musicians, ed. Stanley Sadie.  20 vol.  London, Macmillan Publishers Ltd., 1980.  ISBN 1-56159-174-2 （英語）
- Jesse Rosenberg: "Pietro Raimondi," Grove Music Online ed. L. Macy (accessed May 28, 2005), (subscription access) （英語）